# Phyllurus pinnaclensis
Phyllurus pinnaclensis — вид геконоподібних ящірок родини Carphodactylidae. Ендемік Австралії. Описаний у 2019 році.

## Поширення і екологія
Phyllurus pinnaclensis мешкають в Національному парку Піннаклес на сході Квінсленда. Вони живуть в тропічних лісах, серед валунів і скель.

## Збереження
МСОП класифікує цей вид як такий, що перебуває під загрозою зникнення. Phyllurus pinnaclensis загрожує знищення природного середовища.